# カルスコ・ダッダ
カルスコ・ダッダ（伊: Calusco d'Adda  ( 音声ファイル)）は、イタリア共和国ロンバルディア州ベルガモ県にある、人口約8,200人の基礎自治体（コムーネ）。

## 地理

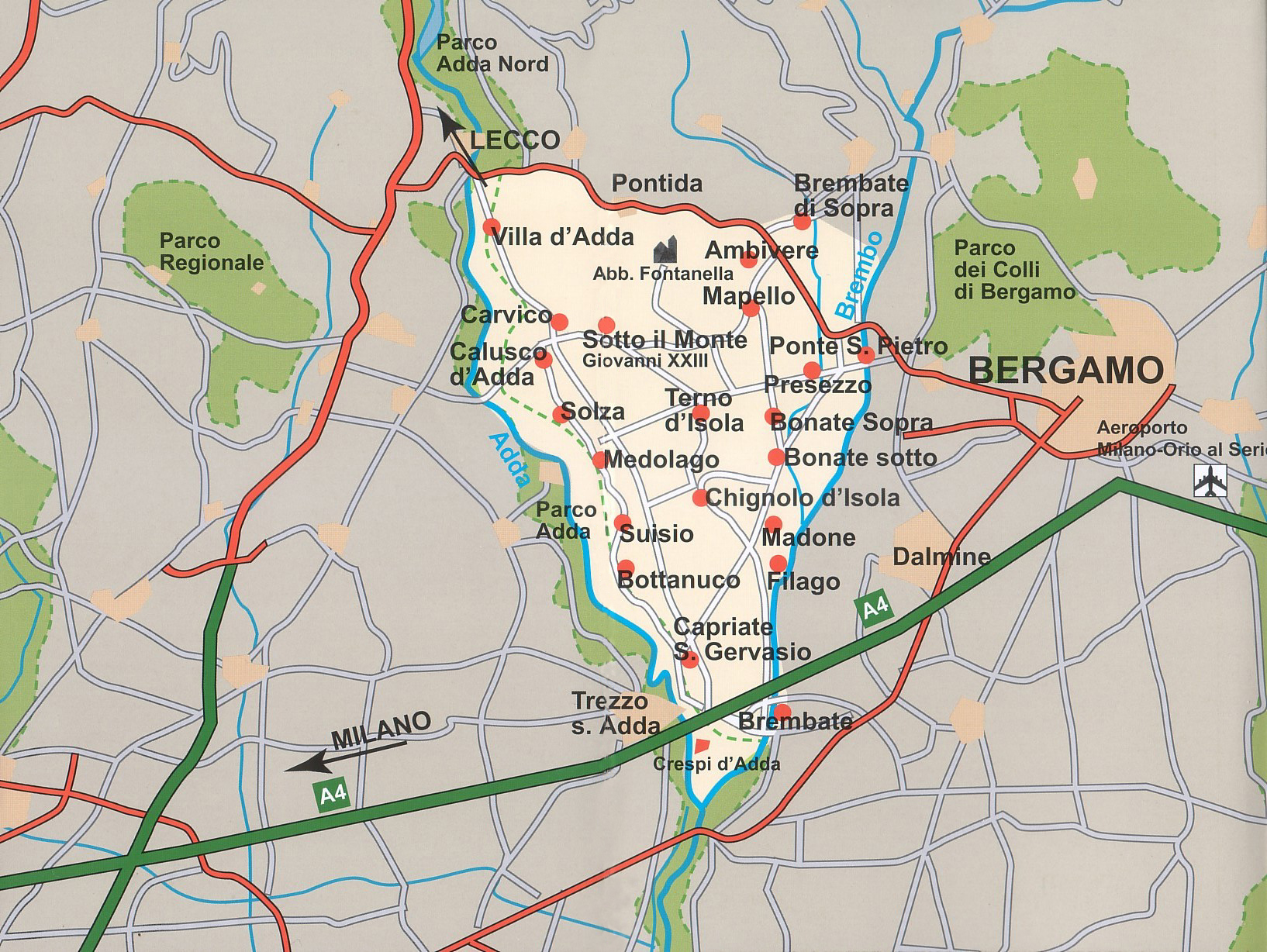
イーゾラ・ベルガマスカ地方

### 位置・広がり
ベルガモ県西部、イーゾラ・ベルガマスカのコムーネ。県都ベルガモから西へ16km、州都ミラノから北東へ34kmの距離にある。

#### 隣接コムーネ
隣接するコムーネは以下の通り。括弧内のLCはレッコ県所属を示す。
| - カルヴィコ - メドラーゴ - パデルノ・ダッダ (LC) - ロッビアーテ (LC) - ソルツァ - テルノ・ディーゾラ - ヴィッラ・ダッダ |

### 地勢・地形
- 河川：アッダ川

### 地震分類
イタリアの地震リスク階級 (it) では、3 に分類される
。

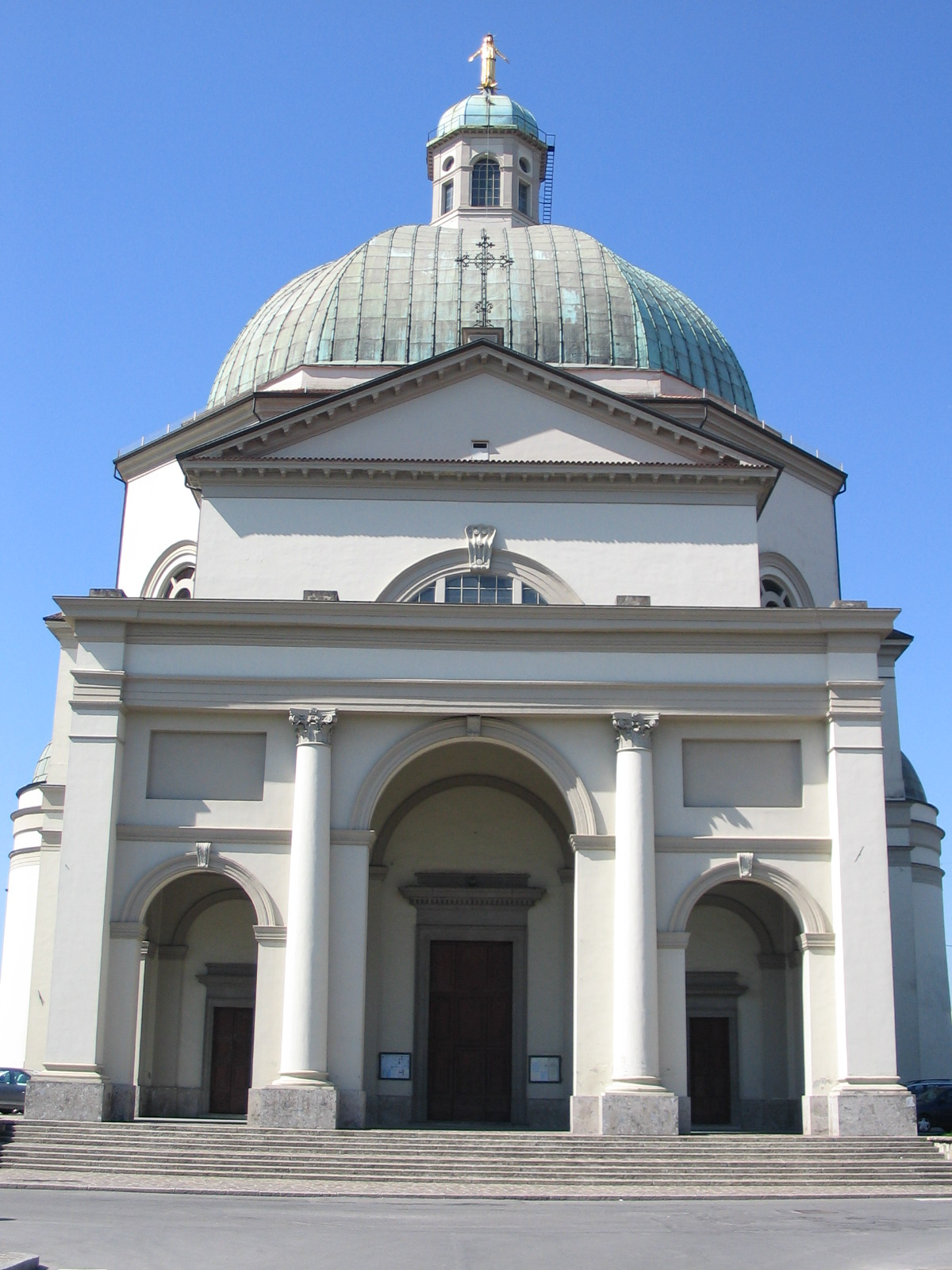
教区教会
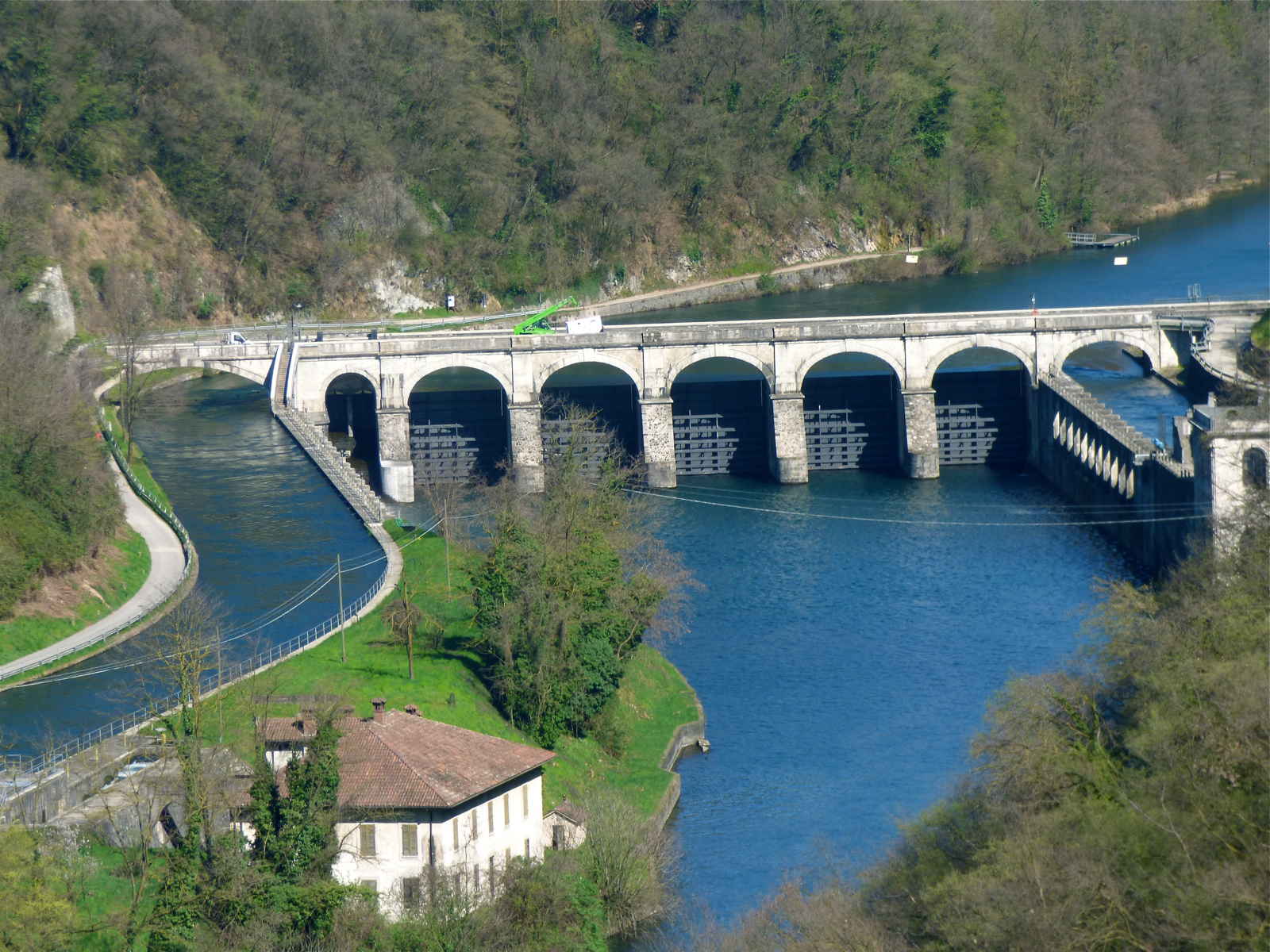
ロッビアーテ・ダム
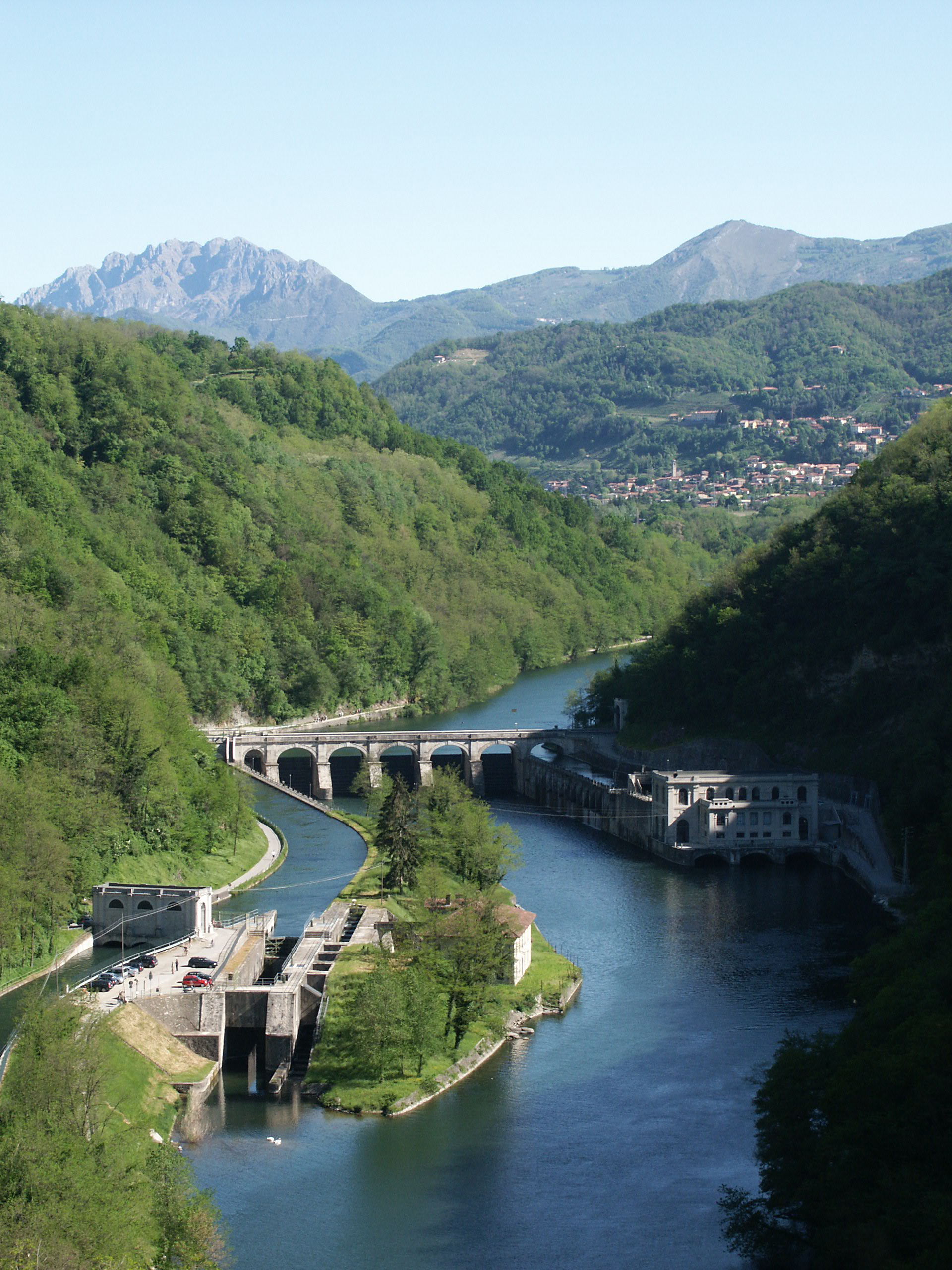
セメンツァ水力発電所

## 交通
アッダ川に鉄道道路併用橋であるサン・ミケーレ橋（パデルノ橋） (it:Ponte San Michele) が架かり、対岸パデルノ・ダッダとを結ぶ。アッダ川に架かる橋は、上流側ではブリーヴィオ - チザーノ・ベルガマスコ間の橋、下流側ではトレッツォ・スッラッダ - カプリアーテ・サン・ジェルヴァージオ間の橋までない。

### 鉄道
- セレーニョ＝ベルガモ線 (it:Ferrovia Seregno-Bergamo) 
  - カルスコ駅 (it:Stazione di Calusco)

鉄道は東にベルガモ、西にモンツァやミラノに至る。

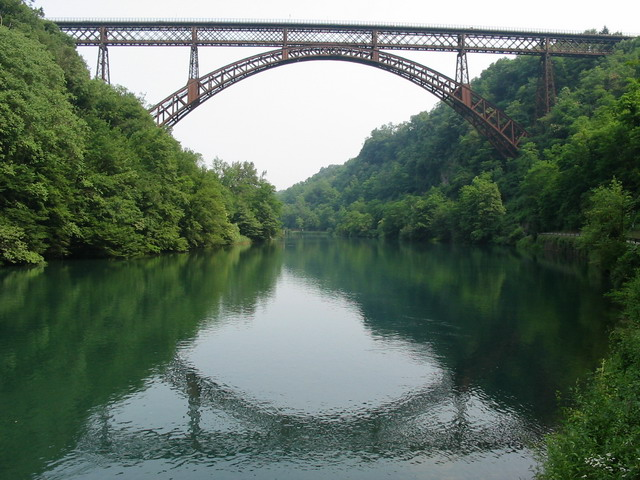
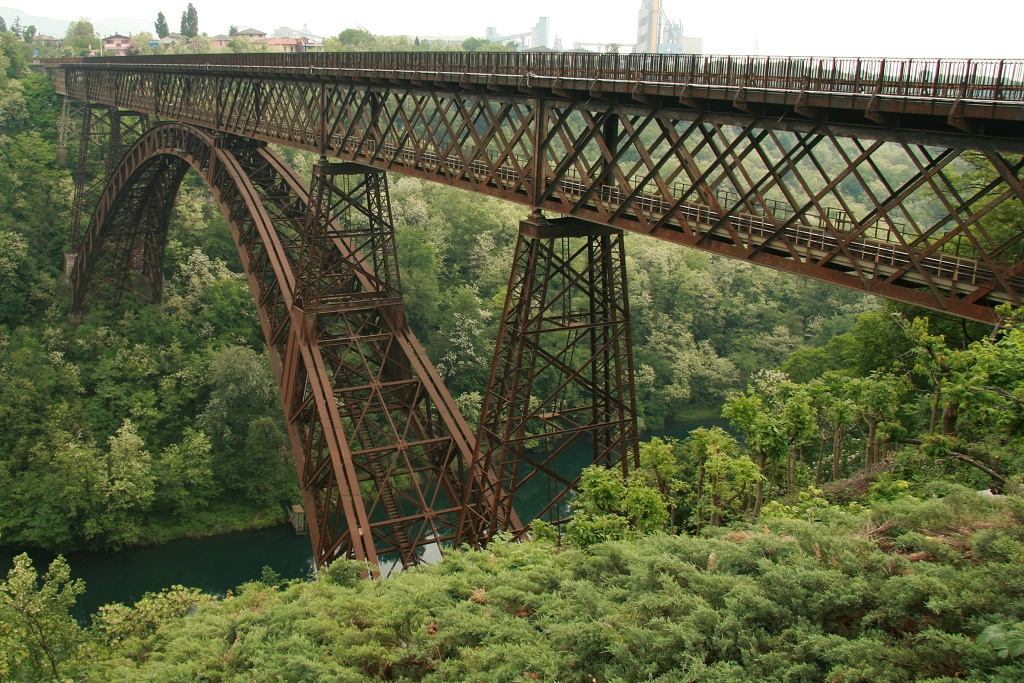
パデルノ橋

## 姉妹都市
- Volmerange-les-Mines、フランス